# Coulangeron
Coulangeron ist eine französische Gemeinde mit 214 Einwohnern (Stand: 1. Januar 2022) im Département Yonne in der Region Bourgogne-Franche-Comté (vor 2016 Bourgogne); sie gehört zum Arrondissement Auxerre und zum Kanton Vincelles (bis 2015 Coulanges-la-Vineuse).

## Geographie
Coulangeron liegt etwa 15 Kilometer südsüdwestlich von Auxerre. Umgeben wird Coulangeron von den Nachbargemeinden Escamps im Norden und Nordosten, Merry-Sec im Süden und Osten, Ouanne im Westen und Südwesten sowie Diges im Nordwesten.

## Bevölkerungsentwicklung
| Jahr                      | 1962 | 1968 | 1975 | 1982 | 1990 | 1999 | 2006 | 2013 |
| Einwohner                 | 152  | 132  | 108  | 138  | 134  | 167  | 193  | 209  |
| Quelle: Cassini und INSEE |      |      |      |      |      |      |      |      |

## Sehenswürdigkeiten

Kirche Saint-Charles

- Kirche Saint-Charles
- Schloss Coulangeron